# Musigny (Weinlage)
Der Musigny ist eine als Grand Cru eingestufte Weinlage an der Côte d’Or im französischen Burgund. Er liegt in der Gemeinde Chambolle-Musigny. Seine 10,67 Hektar bilden eine eigene Appellation. Als einziger Grand Cru der Côte de Nuits bringt er neben Rotwein auch Weißwein hervor.

## Lage, Klima und Boden
Der Musigny befindet sich auf einem ansteigenden (8–14 %), nach Ost-Süd-Ost ausgerichteten Hang in 260 bis 300 m Höhe über dem Meeresspiegel. Im Norden und Osten grenzt er an Villages- und Premier-Cru-Lagen der Gemeinden Chambolle-Musigny und Vougeot, südöstlich schließt sich der Clos de Vougeot an. Südlich liegen die Grand Cru Lagen Échezeaux und Grand Échezeaux. Der Musigny besteht aus drei Einzellagen. Von Norden nach Süden sind dies: Les Musigny (5,89 ha), Les Petits-Musigny (4,19 ha) und La Combe d'Orveau (0,61 ha). Die Rebfläche teilen sich rund 15 Besitzer. Unter diesen besitzt die Domaine Comte Georges de Vogüé den Löwenanteil mit 7,14 ha, darunter die zwei Parzellen Les Petits-Musigny. Danach folgen die Güter Jacques-Frédéric Mugnier aus Chambolle-Musigny mit 1,13 ha, Jacques Prieur aus Meursault  mit 0,76 ha, J. Drouhin aus Beaune mit 0,67 ha und die Domaine Leroy mit 0,27 ha. Die restlichen Weingüter teilen sich damit weniger als 10 % der Weinbergslage.
Das Klima wird dem burgundischen Übergangsklima zugeordnet, bei dem kontinentale Einflüsse gegenüber maritimen überwiegen. Die zumeist trockenen und heißen Sommer lassen den Pinot Noir zwar ausreifen, große Jahrgänge entstehen aber nur, wenn kein Regen im Herbst die Lese beeinträchtigt. Bedingt durch die reine Ostlage ist das Mikroklima verhältnismäßig kühl, aber besonders sonnig. Genau zwischen den Einschnitten der Combe de Chambolle und der Combe d’Orveaux gelegen, ist der Musigny vor nächtlichen Fallwinden und Spätfrösten geschützt.
Der höher gelegene Teil des Musigny ruht auf einem Oolithsockel aus dem Bathonium. Der Unterboden des tieferen Teils der Lage liegt auf Comblanchien-Kalkstein. Die braune, lehmig-kalkige Bodenschicht des Musigny ist im oberen Teil deutlich dünner als im unteren. Daher müssen die Winzer von Zeit zu Zeit erodiertes Erdreich wieder herauftransportieren. Die zahlreichen Kalksteine helfen, die Wärme des Tages bis in die Nacht hinein zu speichern.

## Wein
Von den 10,70 Hektar des Musigny waren im Jahr 2004 9,73 Hektar mit roten und 0,66 Hektar mit weißen Reben bestockt. 
Der rote Musigny wird nahezu ausschließlich aus Pinot Noir erzeugt. Als weitere Rebsorten sind Pinot Liébault und Pinot Beurot zugelassen. Theoretisch dürfen bis zu 15 % weiße Trauben (Chardonnay, Pinot Gris und Pinot Blanc) verwendet werden. Der natürliche Alkoholgehalt muss mindestens 11,5 Vol.-% betragen. Die Chaptalisation ist – wie überall im Burgund – erlaubt. Der Basisertrag beträgt jährlich 35 Hektoliter je Hektar. Dieser darf maximal um 20 % überschritten werden. Für den weißen Musigny ist ausschließlich Chardonnay zugelassen. Es gelten ein Mindestalkoholpotenzial von 12 Vol.-% und ein Basisertrag von 40 hl/ha. Von 2000 bis 2004 wurden im Mittel jährlich 247 Hektoliter Rotwein und 21 Hektoliter Weißwein von diesem Weinberg erzeugt.
Für den roten Musigny gilt unter Weinkennern die „Cuvée Vieilles Vignes“ (alte Reben) der Domaine Comte Georges de Vogüé als das Maß aller Dinge. In guten Jahrgängen zeigt der Wein einen intensiven Duft, der an rote Früchte, Blüten und Gewürze erinnern kann. Seine Textur ist dann seidig, das Aroma intensiv und lang anhaltend. Große Jahrgänge können bei sachgerechter Lagerung viele Jahrzehnte lang halten. Der weiße Musigny ähnelt stilistisch keinem anderen Weißwein der Côte de Beaune. Seine Aromen werden von Weinkennern oft mit Blüten- (Veilchen) und Mandelduft verglichen. 1994 wurde die Weissweinparzelle gerodet und neu angepflanzt, der Wein wurde bis 2014 zu einem Bourgogne blanc deklassiert. 2015 ist der erste Jahrgang, der wieder die Appellation Grand Cru Musigny blanc trägt.

## Geschichte
Seinen Namen erhielt der Musigny von der gleichnamigen Familie, die den Weinberg ursprünglich einmal besaß und im 14. Jahrhundert in Burgund großen Einfluss besaß. Später aber erlosch die Familie Musigny, doch der Weinberg und sein Name überdauerten die Zeit. In der Nähe des heutigen Musigny gab es bereits eine gallo-römische Siedlung. Wein wuchs dort schon im Jahr 1110, als sich die Zisterzienser im benachbarten Clos de Vougeot niederließen. Dort trägt eine Parzelle den Namen „Musigné“ – eine alte Schreibweise des Musigny. Der war bereits im Mittelalter unter wechselnden Besitzern aufgeteilt. Hierzu zählte die Familie Bouhier. Ihr Anteil am Musigny geht auf den reichen und frommen Jean Moisson zurück, der 1450 die Kapelle von Chambolle-Musigny stiftete. Seine Enkelin erhielt die Weinberge als Mitgift, als sie 1528 den Dijoner Kaufmann Michel Millière heiratete. 1575 kamen diese Weinberge durch Heirat in den Besitz der Familie Bouhier. Deren letzte Erbin, Catherine Bouhier, heiratete 1766 den Marquis Cerice François Melchior de Vogüé. Bis heute besitzt die Familie de Vogüé den größten Teil des Weinbergs. Damit handelt es sich um den ältesten noch heute bestehenden Weinbergbesitz an der Côte d’Or. Derzeit steht die 19. Generation in der Verantwortung.
Schon im 18. Jahrhundert genoss der Wein des Musigny großes Ansehen. Die Wertschätzung firmierte damals allerdings eine Stufe unter den Weinbergen Chambertin, Clos de Vougeot und La Romanée. Heute hat er an Bodenwert und Preis zumindest mit den beiden erstgenannten gleichgezogen. Am 11. September 1936 erhielt der Musigny per Dekret den Status eines Grand Cru und damit gleichzeitig auch seine eigene Appellation. Eine Besonderheit ist, dass dies auch für den Weißwein gilt. Das geht auf die Familie de Vogüé zurück, die (vorrangig für den Eigenverbrauch) immer auch Chardonnay angebaut hatte. Im Jahre 1984 wurde der Musigny um rund 15 Ar erweitert, indem ihm ein Teil der Weinbergslage Combe d’Orveau zugeschlagen wurde.